# الحركة النسوية البيضاء
النسوية البيضاء هي نعت يستخدم لوصف النظريات النسوية التي تركز على كفاح النساء البيض.

## الموجة الأولي من الحركة النسوية
بدأت الموجة الأولى من الحركة النسوية في أوائل العصر الحديث واستمرت حتى أوائل القرن العشرين، وركزت في المقام الأول على القضايا القانونية المتعلقة بالمرأة، وخاصة حق المرأة في التصويت. بدأت هذه الموجة رسميًا باتفاقية سينيكا فولز لعام 1848 في سينيكا فولز بنيويورك، قرب نهاية الثورة الصناعية. كان الهدف من هذه الموجة هو إتاحة الفرص للنساء، مع التركيز على حق الاقتراع. كانت حركة في الغالب منظمة ومعرّفة من قبل النساء البيض المتعلمات من الطبقة المتوسطة، وتركزت في الغالب على القضايا المتعلقة بها.
اعتنقت بعض النساء من الأقليات العرقية في الحركة، مثل الأميرة صوفيا دوليب سينغ، وهي من بين النسويات في الحركة النسائية البريطانية الأولى. ومع ذلك، هناك القليل من الأدلة على أن النساء السوداوات شاركن في الجهود البريطانية لنيل حقهم في التصويت. في عام 1893، أصبحت نيوزيلندا أول دولة تمنح النساء من جميع الأجناس حق التصويت؛ وقد قوبل هذا بغضب من المدافعين عن حق المرأة في التصويت بما في ذلك ميليسنت، الذي أعرب عن استيائه من أن نساء الماوري في إحدى المستعمرات البريطانية كانت قادرة على التصويت، في حين أن النساء البريطانيات في المجتمع لم يكن لهن الحق. كافحت سوزان ب. أنتوني وإليزابيث كادي ستانتون من أجل النساء البيض للحصول على حق التصويت في الولايات المتحدة الأمريكية، مع إعطاء الحق للرجال السود قبلهم حق التصويت. كانت أنتوني وستانتون حذرات من خلق «أرستقراطية الجنس». بدلاً من ذلك، فاقترحوا اقتراعًا عامًا، بحيث يتم منح لمجتمع السود والمرأة (بما في ذلك النساء السود) حق الاقتراع في الوقت نفسه.

## الموجة الثانية من الحركة النسوية
شكلت الموجة الثانية من الحركة النسوية -ولا سيما في بدايتها- على نحو مماثل النساء البيض المتعلمات من الطبقة الوسطى، ولم تميل مرة أخرى إلى النظر في القضايا ذات الصلة بنساء الأقليات العرقية.
خلال الموجتين الثانية والثالثة للحركة النسوية، بدأ علماء المجتمعات المهمشة في الكتابة ضد الطريقة التي قامت بها الحركات النسائية بتجسيد خبرات النساء. جلبت جعجعة علماء النسوية البارزة هذه القضية إلى مقدمة الفكر النسوي، وتمت الكتابة بانتظام عن الصراعات التي عانت منها النساء السوداوات، وأكدت على أن الحركة النسوية كانت استبعادية تجاه هؤلاء النساء بسبب عدم اهتمامها بالتفاعلات بين العرق والجنس والطبقة. وجادلوا بأن النساء البيض يجب أن يعترفن بأنهن- مثل الرجال من الأقليات العرقية- احتللن موقعًا مضطهدًا مع كونهن أيضًا من الظالمين.

## اليوم
تؤكد المدافعات عن حقوق المرأة في بعض الأحيان على وجهات النظر المتداخلة في عملهم. على الرغم من هذا، جادل البعض بأن وسائل الإعلام النسوية لا تزال تمثّل تمثيلاً عالياً لنضالات النساء البيض المستقلات والطبقات المتوسطة. كما تم الاستشهاد بالموقف الذي يتبناه بعض الكاتبات النسويات الحديثات بأن العنصرية ليست عنصراً من عناصر المجتمع التي يجب أن تهتم بها النسوية.
وقد قيل أيضا أن معتقدات بعض النسويات أن الحجاب والبرقع والنقاب هي قمعية تجاه المرأة المسلمة. جدير بالذكر أن العديد من النساء المسلمات تحدثن دفاعًا عن ممارساتهن الدينية.
تمثل النسوية البيضاء وجهة نظر النسوية التي يمكن فصلها عن قضايا الطبقات والعرق والقدرة، وغيرها من الاضطهاد. يمكن رؤية مثال للنسوية البيضاء في يومنا هذا في عمل إميلي شاير،  المحرر السياسي ومساهم لصحيفة نيويورك تايمز. يقول شاير إن النسوية تستبعد بعض النساء اللواتي لا يشاركن وجهات النظر السياسية عندما تتخذ مواقف على إسرائيل وفلسطين، والجهود المبذولة لرفع الحد الأدنى للأجور، والجهود المبذولة لمنع بناء خطوط أنابيب النفط. يتناقض موقف شاير مع النشطاء النسويين التفاعليين الذين ينظرون إلى المساواة في الأجور والعدالة الاجتماعية وحقوق الإنسان الدولية باعتبارها التزامات جوهرية وغير قابلة للانفصال عن النسوية، كما هو موضح في «يوم من دون المرأة» الذي «يدرك القيمة الهائلة التي تضيفها النساء من جميع الخلفيات» إلى نظامنا الاجتماعي والاقتصادي، رغم حصولهم على أجور أقل ومواجهة حالات عدم مساواة أكبر، والتعرض للتمييز، والتحرش الجنسي، وانعدام الأمن الوظيفي. في حين يدافع شاير عن حركة نسوية تحقق الشمولية بتجنب المواقف السياسية حتى لا تنفر النساء اللواتي يختلفن مع هذه المواقف،  فإن منظمي مسيرة النساء يحتفظن بالمبدأ القائل بأن «المرأة لها هويات متقاطعة» تستلزم حركة تركز على «جدول أعمال شامل».